# Thylogale calabyi
Падемелон Калабі (Thylogale calabyi) — вид дрібних сумчастих з родини Кенгурові (Macropodidae). В проживанні обмежується хребтами Альберта Едварда й ґілюве (схід Нової Гвінеї). Представлений двома невеликими субпопуляціями, що розташовані на висоті близько 2800 м над рівнем моря – ймовірно це залишки колись широко розповсюдженого виду. Зазвичай зустрічається в субальпійських луках на краю тропічного гірського лісу.

## Етимологія
Вид названо на честь доктора Джона Генрі Калабі (англ. John Henry Calaby, 1922-1998), одного з найбільших австралійських біологів, неперевершеного знавця австралійської фауни, автора багатьох наукових публікацій. Близько тридцяти видів тварин названо на його честь. 

## Загрози та збереження
Загрозою є полювання людей із собаками задля їжі. Місцям проживання загрожують дикі свині. Зміна клімату стає все більшою загрозою Вид не зустрічається на природоохоронних територіях.